# Championnat du Brésil féminin de handball
Le Championnat du Brésil féminin de handball, ou Liga Nacional Feminina, est le plus haut niveau de clubs féminin de handball au Brésil.

## Palmarès
- 1997 : A.A. Guaru/São Paulo
- 1998 : Clube Atlético Cairu/Ulbra/Diadora
- 1999 : C.E.Mauá/Universo
- 2000 : A.A. Guaru/São Paulo (2)
- 2001 : A.A. Guaru/São Paulo (3)
- 2002 : A.A. Guaru/São Paulo (4)
- 2003 : C.E.Mauá/Universo (2)
- 2004 : C.E.Mauá/Universo (3)
- 2005 : São Paulo FC/Guaru
- 2006 : Metodista/São Bernardo
- 2007 : Metodista/São Bernardo (2)
- 2008 : Metodista/São Bernardo (3)
- 2009 : Metodista/São Bernardo (4)
- 2010 : Metodista/São Bernardo (5)
- 2011 : Metodista/São Bernardo (6)
- 2012 : Metodista/São Bernardo (7)
- 2013 : Concórdia/UNC
- 2014 : Metodista/São Bernardo (8)
- 2015 : Metodista/São Bernardo (9)
- 2016 : Esporte Clube Pinheiros (1)
- 2017 : Concórdia/UNC (2)
- 2018 : Concórdia/UNC (3)
- 2019 : Esporte Clube Pinheiros (2)

## Bilan
| Club                            | Champion | Champion                                             | Vice-champion | Vice-champion                      |
| Club                            | Nb       | Années                                               | Nb            | Années                             |
| ------------------------------- | -------- | ---------------------------------------------------- | ------------- | ---------------------------------- |
| Metodista/São Bernardo          | 9        | 2006, 2007, 2008, 2009, 2010, 2011, 2012, 2014, 2015 | 6             | 2005, 2013, 2016, 2017, 2018, 2019 |
| A.A. Guaru/São Paulo            | 4        | 1997, 2000, 2001, 2002                               | 2             | 1998, 1999                         |
| Concórdia/UNC                   | 3        | 2013, 2017, 2018                                     | 3             | 2012, 2014, 2015                   |
| C.E.Mauá/Universo               | 3        | 1999, 2003, 2004                                     | 3             | 1997, 2000, 2001                   |
| Esporte Clube Pinheiros         | 2        | 2016, 2019                                           | 0             | -                                  |
| São Paulo FC/Guaru              | 1        | 2005                                                 | 2             | 2003, 2004                         |
| SC Ulbra                        | 1        | 1998                                                 | 0             | -                                  |
| Blumenau/FURB                   | 0        | -                                                    | 6             | 2006, 2007, 2008, 2009, 2010, 2011 |
| Santo André/Metodista/UnimedABC | 0        | -                                                    | 1             | 2002                               |
| Total                           | 23       | 1997-2019                                            | 23            | 1997-2019                          |